# Yuki Amemiya
Yuki Amemiya (雨宮 由樹), née un 25 mars dans la préfecture de Miyagi, est une mangaka japonaise.
Elle a créé la série 07-Ghost avec Yukino Ichihara. Celle-ci est publiée dans le Monthly Comic Zero Sum par Ichijinsha.
Les deux ont à nouveau collaboré pour créer Battle Rabbits, série éditée dans le même magazine. Elles renouent une collaboration en 2021 pour Long Goodbye My Honey, un Josei publié par Ichijinsha dans le magazine Comic Zero Sum.